# Коридорас поцяткований
Коридорас поцяткований (Corydoras punctatus) — вид сомоподібних риб з роду Коридорас підродини Corydoradinae родини Панцирні соми. У природі поширений у річках Південної Америки; популярна акваріумна риба.

## Опис
Завдовжки досягає 6,6 см. Спостерігається статевий диморфізм: самиця трохи більша за самця. Голова середнього розміру. Очі відповідні до розміру голови. Рот широкий, Є 3 пари коротких і товстих вусів. Тулуб кремезний. Спинний плавець високий, у самця більше, ніж у самиці. Грудні плавці в самців помітно довше і товщі. Бокова лінія майже рівна. Жировий плавець маленький. Анальний плавець з 5-6 м'якими променями. Хвостовий плавець широкий в основі, розрізаний, з витягнутими лопатями, верхня трохи довша.
Забарвлення рожево-коричневе з численними круглими плямочками темного забарвлення, якими вкрито також усі плавці. У верхній частині спинного плавця є велика пляма. Грудні та черевні плавці напівпрозорі, з меншою кількістю цяток.

## Спосіб життя
Є демерсальною рибою. Воліє до прісної та чистої води. Зустрічається у невеликих, помірно сонячних і мілководних затоках з піщаними до піщано-мулистим ґрунтом, а також у затоплених листах, заплавах, озерах. Утворює великі скупчення. Зазвичай тримається дна, активний вночі. Живиться креветками, червами, рештками рослин.
Самиця відкладає 2-4 ікринок до черевних плавців, які самець протягом 30 сек. запліднює. Після цього самиця прикріплює до нижньої частини листя рослин. Загалом відкладається до 100 яєць.

## Розповсюдження
Поширений у басейнах річок Суринам, Іракоубо — в межах Суринаму та Французької Гвіани.

## Утримання в акваріумі
В оздобленні акваріума повинні бути різноманітні укриття (корчі, рослини тощо). Рекомендують тримати зграйкою не менше 4—5 особин. Невибагливі в утриманні. Оптимальними параметрами води є: 22–26 °C, dGH 2—18°, pH 6,0—7,5. Потрібна фільтрація води та її регулярна підміна.